# Allahyar Sayyadmanesh
Seyyed Allahyar Sayyadmanesh (persan : اللهیار صیادمنش), né le 29 juin 2001 à Amol en Iran, est un footballeur international iranien qui joue au poste d'avant-centre au KVC Westerlo.

## Biographie

### En club
Natif d'Amol en Iran, Allahyar Sayyadmanesh passe par le club du Saipa Karaj dans les équipes de jeunes. C'est avec l'Esteghlal Teheran, qu'il rejoint en 2018, qu'il fait ses débuts comme footballeur professionnel.
Le 2 juillet 2019, il s'engage avec le club turc de Fenerbahçe pour un contrat de cinq ans. Il est cependant prêté pour la saison 2019-2020 à l'İstanbulspor, en deuxième division.
Le 6 octobre 2020, Sayyadmanesh est prêté pour un an et demi avec option d'achat au club ukrainien du Zorya Louhansk.
Le 31 janvier 2022, Allahyar Sayyadmanesh est prêté jusqu'à la fin de saison à Hull City. 
Il joue son premier match pour Hull City le 5 février 2022, lors d'une rencontre de championnat face à Preston North End. Il entre en jeu et son équipe s'incline (0-1 score final). Le 15 avril 2022, il inscrit son premier but sous ses nouvelles couleurs face à Cardiff City, en championnat. Il est titularisé lors de cette rencontre et ouvre le score. Son équipe s'impose par deux buts à un ce jour-là,.
Le 9 juillet 2022, Sayyadmanesh signe définitivement avec Hull City, s'engageant pour un contrat courant jusqu'en juin 2026 avec une saison supplémentaire en option.
Hull City l’achète finalement pour un total de 4,5 millions d€. Pour au final au mercato hivernal 2024 partir à KV Westerlo en Belgique

### En sélection
Avec l'équipe d'Iran des moins de 17 ans, Sayyadmanesh participe à la Coupe du monde des moins de 17 ans  en 2017, qui se déroule en Inde. Il se distingue en inscrivant trois buts dans ce tournoi : deux buts en phase de poule, contre la Guinée et l'Allemagne, et enfin un but en huitièmes contre le Mexique. L'Iran s'incline en quart de finale face à l'Espagne, malgré le fait qu'il délivre une passe décisive. 
Allahyar Sayyadmanesh honore sa première sélection avec l'équipe nationale d'Iran le 6 juin 2019, face à la Syrie. Il entre en jeu en cours de partie ce jour-là, en remplacement de Karim Ansarifard. Il participe à la victoire de son équipe en inscrivant son premier but en sélection (5-0).

## Palmarès
Zorya Louhansk
- Finaliste de la Coupe d'Ukraine en 2021.